# Julian Steckel
Julian Steckel (* 1982 in Pirmasens) ist ein deutscher Musiker und Hochschullehrer für Violoncello.

## Leben
Julian Steckel wurde 1982 als Sohn der Klavierlehrerin Vilja Steckel und des Violinenlehrers und Dirigenten Helfried Steckel in Pirmasens geboren. Er absolvierte am altsprachlichen Immanuel-Kant-Gymnasium das Abitur.
Mit fünf Jahren begann Steckel, bei Ulrich Voss in Saarbrücken Cello zu lernen. Später studierte er bei Gustav Rivinius (Saarbrücken), Boris Pergamenschikow in Berlin, Heinrich Schiff in Wien und Antje Weithaas (Berlin). Nach Auszeichnungen beim Musikwettbewerb „Jugend musiziert“ wurde er 2003 beim Bundesmusikwettbewerb des Deutschen Musikrates mit einem Preis ausgezeichnet. Im Jahre 2010 gewann er dann den ARD-Musikwettbewerb. 2012 erhielt er den Echo Klassik in der Sparte Nachwuchskünstler (Cello) mit seinem Album Korngold, Bloch, Goldschmidt: Cello Concertos, erschienen bei Cavi-Music.
Steckel war von 2011 bis 2017 Professor für Violoncello an der Hochschule für Musik und Theater Rostock. Seit Oktober 2017 arbeitet er in gleicher Position an der Hochschule für Musik und Theater München.

## Diskografie
- Primavera: Preisträger Deutscher Musikwettbewerb (mit Francesco Piemontesi, Klavier)
- Spannungen 2005: Wolfgang Amadeus Mozart (mit Stefan Dohr, François Leleux, Christian Tetzlaff, Florian Donderer, Priya Mitchell, Hanna Weinmeister, Stefan Fehlandt, Krzysztof Chorzelski, Julian Steckel, Danjulo Ishizaka)
- Spannungen 2005: Johannes Brahms (mit Lars Vogt, Isabelle Faust, Christian Tetzlaff, Veronika Eberle, Hanna Weinmeister, Stefan Fehlandt, Julian Steckel, Gustav Rivinius)
- Klughardt Kammermusik (Leipziger Streichquartett; Olga Gollej, Klavier; Julian Steckel, Violoncello)
- Mendelssohn - Works for Cello & Piano (mit Paul Rivinius, Klavier)
- Korngold - Goldschmidt - Bloch (unter Daniel Raiskin)
- French Cello Sonatas (mit Paul Rivinius, Klavier)
- Rachmaninoff & Prokofieff (Paul Rivinius, Klavier)
- French Cello Sonatas II (Paul Rivinius, Klavier)
- CPE Bach Cello Concertos (Stuttgarter Kammerorchester)